# افق گمشده (فیلم ۱۹۳۷)

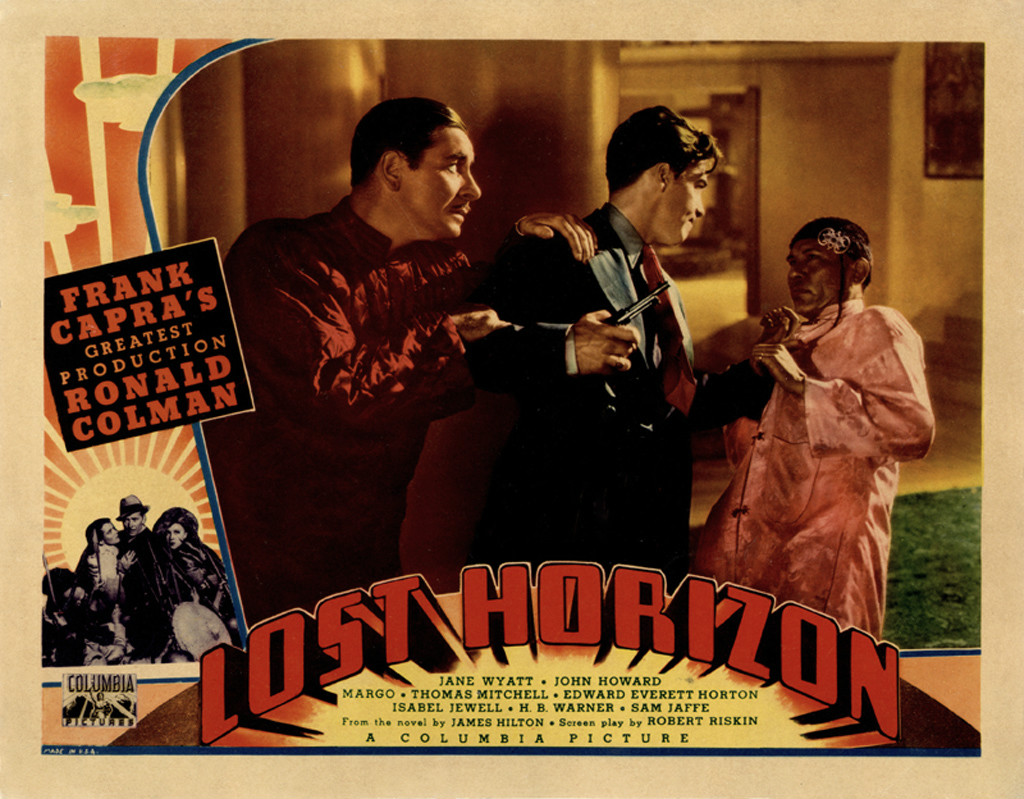
تصویری از فیلم افق گمشده

افق گمشده (به انگلیسی: Lost Horizon) فیلمی ۱۳۲ دقیقه‌ای به کارگردانی فرانک کاپرا با بازی رونالد کولمن است.
“رابرت کانوی” دیپلمات بریتانیایی به همراه گروه کوچکی در کوههای هیمالیا گرفتار شده و توسط افراد اسرار آمیزی نجات پیدا می‌کنند.آنها که توسط کوهها از دنیای خارج و آتش جنگ جهانی دوم جدا شده اند،راهی وسوسه برانگیز برای فرار از دنیای خسته‌کننده است…